# Schradera revoluta
Schradera revoluta är en måreväxtart som beskrevs av Paul Carpenter Standley. Schradera revoluta ingår i släktet Schradera och familjen måreväxter. Inga underarter finns listade i Catalogue of Life.